# Heinz Beck (Fußballspieler)
Heinz Beck (* 19. August 1928; † 12. Dezember 2006) war ein Fußballspieler des Karlsruher SC in der Fußball-Oberliga Süd. Der torgefährliche Angreifer hat von 1952 bis 1961 beim Karlsruher SC in der damals erstklassigen Fußball-Oberliga Süd 163 Ligaspiele absolviert und dabei 114 Tore erzielt. Er wurde 1956 mit dem KSC DFB-Pokalsieger und 1957 Oberliga-Torschützenkönig mit 34 Treffern. In den Endrundenspielen um die deutsche Fußballmeisterschaft hat Beck von 1956 bis 1960 in 15 Spielen sieben Tore erzielt.

## Laufbahn
Heinz Beck war mit seinem Heimatverein FV Daxlanden in der Runde 1949/50 in die 1. Amateurliga Nordbaden aufgestiegen. In der Debütsaison 1950/51 hatte er beim Erreichen des 4. Ranges 28 Treffer erzielt. In der Runde 1951/52 belegte er mit Daxlanden den 3. Rang und errang mit 30 Treffern die Torschützenkrone in Nordbaden. In den zwei Jahren 1950 bis 1952 hat in der 1. Amateurliga Nordbaden 58 Spiele absolviert und 58 Treffer erzielt. Im Oktober und November 1951 hat der Kopfballspezialist und Torjäger im gegnerischen Strafraum für die Auswahl von Nordbaden auch zwei Spiele gegen Südwest (5:2) und Württemberg (1:6) im Wettbewerb um den Länderpokal als Mittelstürmer bestritten und dabei drei Tore erzielt.
Nach der Fusion zwischen FC Phönix Karlsruhe und dem VfB Mühlburg zum Karlsruher SC schloss er sich im Sommer 1952 dem von der Stadt Karlsruhe unterstützten Oberligisten zur Saison 1952/53 an. Beck debütierte am ersten Spieltag der Saison 1952/53, am 24. August 1952, bei einem 7:1-Heimerfolg gegen Ulm 1846 mit zwei Treffern in der Oberliga Süd. Am Rundenende hatte der Stürmer in 28 Einsätzen 15 Tore an der Seite von Mitspielern wie Rudi Fischer, Kurt Sommerlatt, Ernst Kunkel und Hans Strittmatter erzielt und mit seinem neuen Verein im Süden den 4. Rang belegt. Er feierte mit dem KSC in den nächsten Jahren dreimal die süddeutsche Meisterschaft (1956, 1958, 1960), stand 1956 im Finale um die deutsche Meisterschaft und gewann in diesem erfolgreichsten Jahr des KSC auch den DFB-Pokal. In einem zeitgenössischen Almanach wurde der lange Mittel- oder Halbstürmer als „Typ des britischen Profis, trickreich, Kopfballkünstler, begnadeter Torinstinkt“ charakterisiert.
Seine persönlich erfolgreichste Saison absolvierte der Angreifer aus Daxlanden 1956/57 als der KSC den 3. Rang belegte und Beck in 30 Ligaspielen 34 Tore erzielte und damit der Rekordtorjäger der Oberligen wurde. Im Süden rangierte Eckehard Feigenspan von Eintracht Frankfurt mit 22 Toren auf dem 2. Rang. Uwe Seeler vom Hamburger SV mit 31, Alfred Kelbassa von Borussia Dortmund mit 30, Otto Hölzemann von TuS Neuendorf mit 28 Toren und Helmut Faeder von Hertha BSC mit 18 Toren folgten auf den Plätzen. In die Runde war der „Lange“ am 19. August 1956 bei einem 3:3-Heimremis gegen den BC Augsburg mit zwei Toren gestartet. In den folgenden zwei Ligaspielen folgten weitere sechs Treffer und nach der Hinrunde führte der Strafraumstürmer mit 19 Treffern die Torschützenliste im Süden an. Am letzten Spieltag, den 19. Mai 1957 baute er seine Trefferquote beim 8:1-Heimerfolg mit drei Toren gegen den FC Schweinfurt 05 auf 34 Treffer aus. In den Kreis der Fußballnationalmannschaft schaffte es der KSC-Torjäger aber nicht. In den sieben Länderspielen der Saison 1956/57 setzte Bundestrainer Sepp Herberger auf Innenstürmer wie Willi Schröder, Ulrich Biesinger, Fritz Walter, Hans Neuschäfer, Alfred Pfaff, Max Morlock, Jakob Miltz, Hans Schäfer, Rolf Geiger, Alfred Kelbassa, Engelbert Kraus und Aki Schmidt.
Mit einer nordbadischen Vertragsspielerauswahl traf er am 19. November 1958 in Sofia gegen eine bulgarische B-Auswahl an und bildete beim 4:2-Erfolg der Gäste mit den zwei Mannheimern Lorenz Schmitt und Ernst Langlotz den Innensturm. Noch ein weiteres Mal trat er in einer Nordbaden-Auswahl am 1. August 1959 bei einer 1:3-Niederlage gegen eine Südwestauswahl an. Sein letztes Verbandsspiel in der Oberliga Süd bestritt Beck am 9. April 1961 beim Heimspiel im Wildparkstadion gegen den 1. FC Nürnberg. Vor 55.000 Zuschauern setzte sich der spätere deutsche Meister mit 4:2 durch; Beck erzielte beide Karlsruher Treffer und verabschiedete sich an der Seite seiner Stürmerkollegen Reinhold Wischnowsky, Günter Herrmann, Friedel Späth und Reinhold Nedoschil als Torjägerlegende des KSC.

## Nach der Spielerkarriere
Er ging während der gesamten Zeit als Oberliga-Spieler seinem Beruf als Fernmeldetechniker nach. Nach Beendigung seiner aktiven Laufbahn war Heinz Beck zwei Jahrzehnte im Amateur- und Nachwuchsbereich als Trainer tätig, u. a. auch in der Jugendabteilung des KSC. Als Rentner lebte er in Eggenstein-Leopoldshafen, unweit von Karlsruhe. Im Kreise von Kurt Sommerlatt jagte er viele Jahre dem Tennisball nach. Er war Ehrenmitglied des KSC und besuchte die vierteljährlichen Treffen, bei denen mit ehemaligen Mitspielern über die „alten Zeiten“ gesprochen wird.
Heinz Beck starb am 12. Dezember 2006 im Alter von 78 Jahren an den Folgen eines Schlaganfalls.